# 朴信宇
朴信宇（韓語：박신우，1979年—），或譯朴信雨，韓國電視劇導演。

## 作品列表

### 電視劇
- 2012年：SBS《幽靈》
- 2013年：SBS《野王》
- 2014年：SBS《10月美好的一天》
- 2014年：SBS《天使之眼》
- 2015年：SBS《海德、哲基爾與我》
- 2015年：SBS《龍八夷》
- 2016年：SBS《嫉妒的化身》
- 2018年：tvN《男朋友》
- 2020年：tvN《雖然是精神病但沒關係》
- 2020年：Kakao TV《愛在大都會》
- 2025年：tvN《問問星星吧》

### 助理導演作品
- 2006年：SBS《淵蓋蘇文》
- 2006年：SBS《回來吧順愛》
- 2007年：SBS《大老婆的反擊》
- 2009年：SBS《該隱與亞伯》

## 外部連結
- Naver搜索结果 （页面存档备份，存于）
- Daum人物资料 （页面存档备份，存于）